# Morphna auriculata
Morphna auriculata är en kackerlacksart som först beskrevs av Brunner von Wattenwyl 1865.  Morphna auriculata ingår i släktet Morphna och familjen jättekackerlackor. Inga underarter finns listade i Catalogue of Life.